# İsabella Damla Güvenilir
İsabella Damla Güvenilir (auch Isabella Damla Güvenilir, * 18. Januar 2009 in New York City) ist eine türkische Schauspielerin.

## Leben und Karriere
Güvenilir wurde am 18. Januar 2009 in New York geboren. Sie ist Tochter eines Yachtkapitäns und einer Restaurantbesitzerin. Später zog sie mit ihrer Familie nach Şile. Von 2014 bis 2019 spielte sie in der Fernsehserie Elif. 2017 gewann sie die Auszeichnung Latina TV Turkish Awards als beste Kinderdarstellerin. Ihre nächste Hauptrolle bekam sie 2019 in der Serie Baharı Beklerken. Von 2019 bis 2020 war Güvenilir in der Serie Kadın zu sehen.

## Filmografie (Auswahl)
Serien
- 2014–2019: Elif
- 2019–2020: Baharı Beklerken
- 2019–2020: Kadın